# 舟伏山 (本巣市・山県市)
舟伏山（船伏山、ふなぶせやま、ふなふせやま）は、岐阜県本巣市と山県市 にまたがる標高1,040.3 mの越美山地の山。濃尾平野や岐阜市郊外から見える船を伏せたような平坦な尾根が北東から南西にのびている山容が、山名の由来といわれている。
松丸国照によって、1967年より調査がなされた。

## 概要
地質構成要素は、中生代のジュラ紀中期の美濃帯堆積岩コンプレックス の舟伏山ユニットの「舟伏山石灰岩」に区分されている。舟伏山石灰岩の形態層相は巨大岩体で、ペルム紀の石灰岩、チャートと玄武岩などで構成され、海山頂部を覆う浅海堆積物である。その堆積当時、ゴンドワナ大陸の氷河作用に伴う海面の変動が繰り返し生じ、低下時には石灰岩の堆積が中断し、石灰岩中に挟まれた数枚の石炭層が形成されたと考えられている。東山麓の旧伊往戸地区の神崎川の左岸には、新鉱工業の「美山鉱山」があり、年間約200,000 t のドロマイトを産出している。舟伏山石灰岩から産出する紡錘虫化石で12属43種が鑑定され、そのうち1種の新種が確認された。北側の初鹿谷の山域には古生代の地層に菊花石の産地があり、「根尾谷の菊花石」が、1941年（昭和16年）12月13日に国の天然記念物、1952年（昭和27年）3月29日に国の特別天然記念物に指定された。

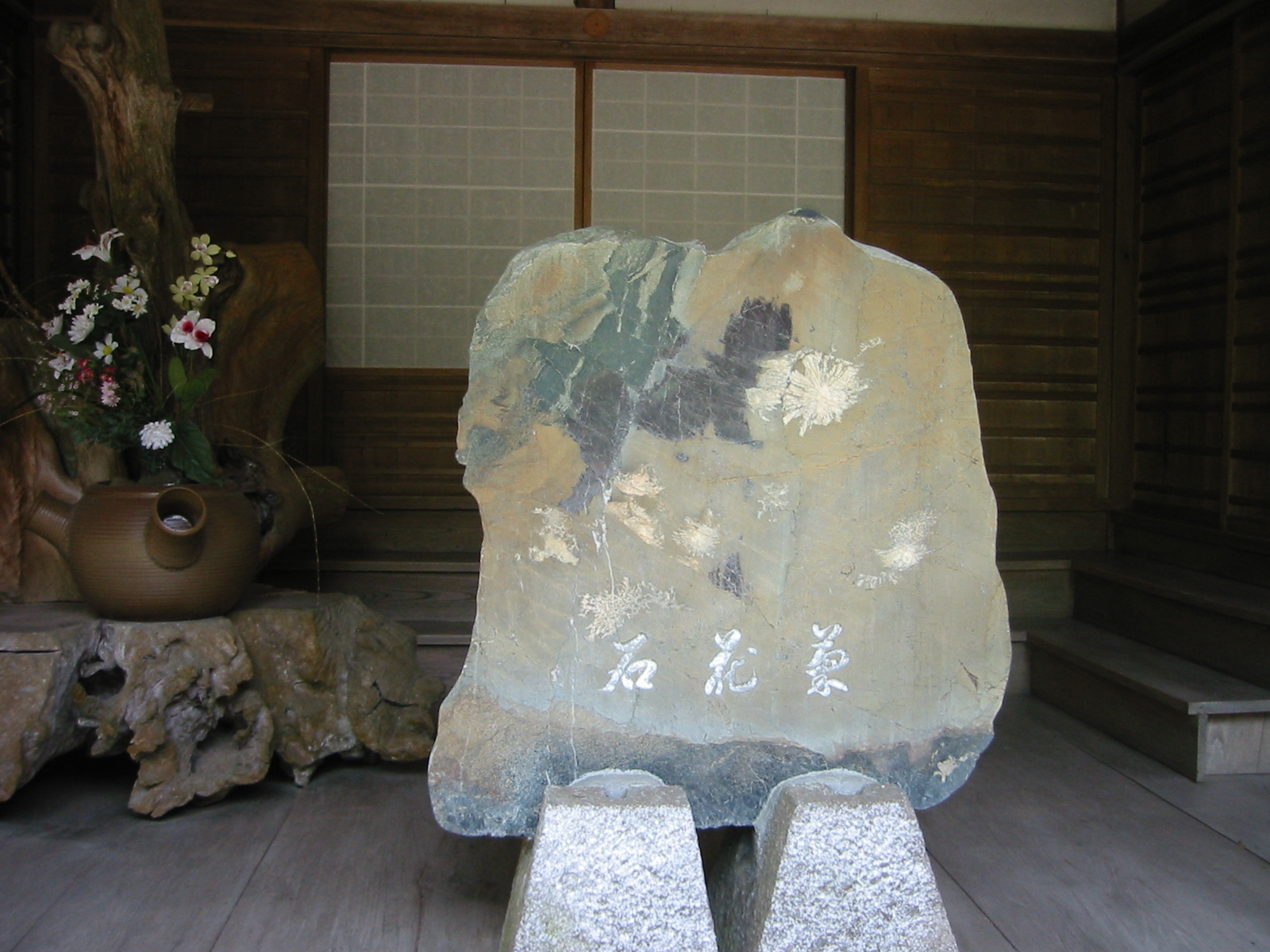
菊花石

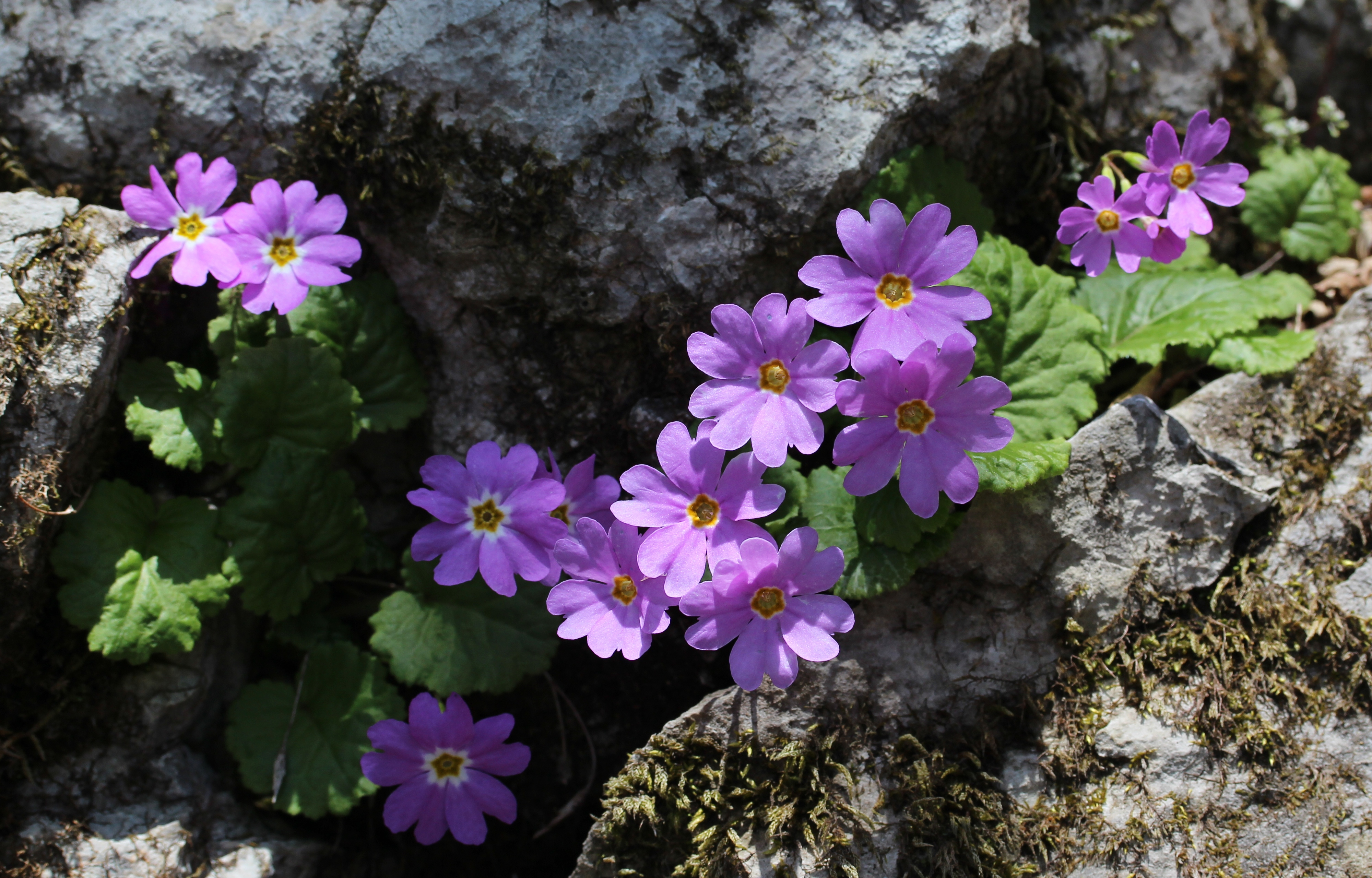
舟伏山に自生する希少なイワザクラ、山県市で『イワザクラ保護条例』が施行されている

山頂には二等三角点が設置されている。山域はスギ などの植林地と広葉樹林などが混生している。山上にはイワザクラ、カタクリ、スミレ、ニリンソウ、バイケイソウ、ヒトリシズカなどの山野草が自生している。山県市では舟伏山に自生する希少なイワザクラ の保護及び増殖を図ることによって、郷土愛を高揚し、自然保護の精神を普及することを目的として、2003年（平成15年）4月1日に、『山県市イワザクラ保護条例』が施行された。南山腹の夏坂林道終点には｢美山あいの森｣があり、駐車場とトイレが整備されている。地元の山県市では、山県市名山めぐり（山県市の三名山、舟伏山、釜ヶ谷山、相戸山）の観光イベントが行われている。東山麓の旧山県郡美山町伊往戸地区には北山小学校伊往戸分校があったが、1981年に廃校となった。

## 登山
登山の対象となる山で、美山あいの森から周回する登山ルート（無雪期・天候良好時）が、岐阜県による「岐阜県 山のグレーディング」で、技術的難易度が「ランクA/(A-E)」（低い）、体力度が「3/1-10」（小程度、日帰りが可能）とされている。岐阜県山岳連盟により、ぎふ百山の一つに選定されている。以下の登山道が開設されている。山頂部は台地状で切り開かれていて、樹間越しに能郷白山などが望め、東側に高賀山などの山並み、南側に濃尾平野方面の視界が開ける。
- 美山あいの森からの東ルート：あいの森 - 桜峠 - みのわ平 - 水たまり - 舟伏山[2]
- 美山あいの森からの西ルート：あいの森 - 阿弥陀仏 - 展望台 - 小舟伏 - 舟伏山[15]
- 夏坂谷出合からのルート：夏坂谷出合 - 石仏 - 桜峠 - みのわ平 - 水たまり - 舟伏山[4][15][20]

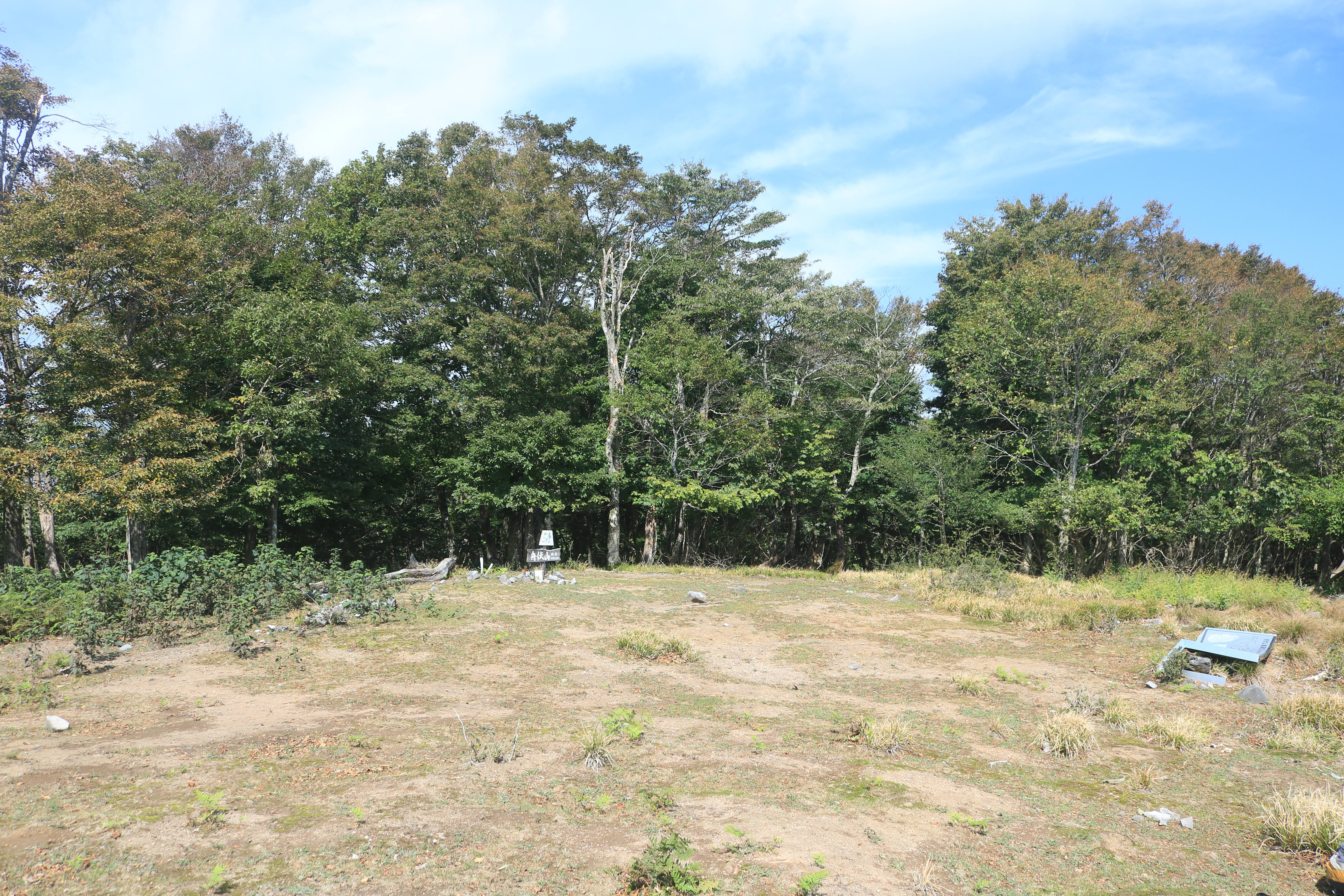
切り開かれた山頂の広場中央には三角点がある
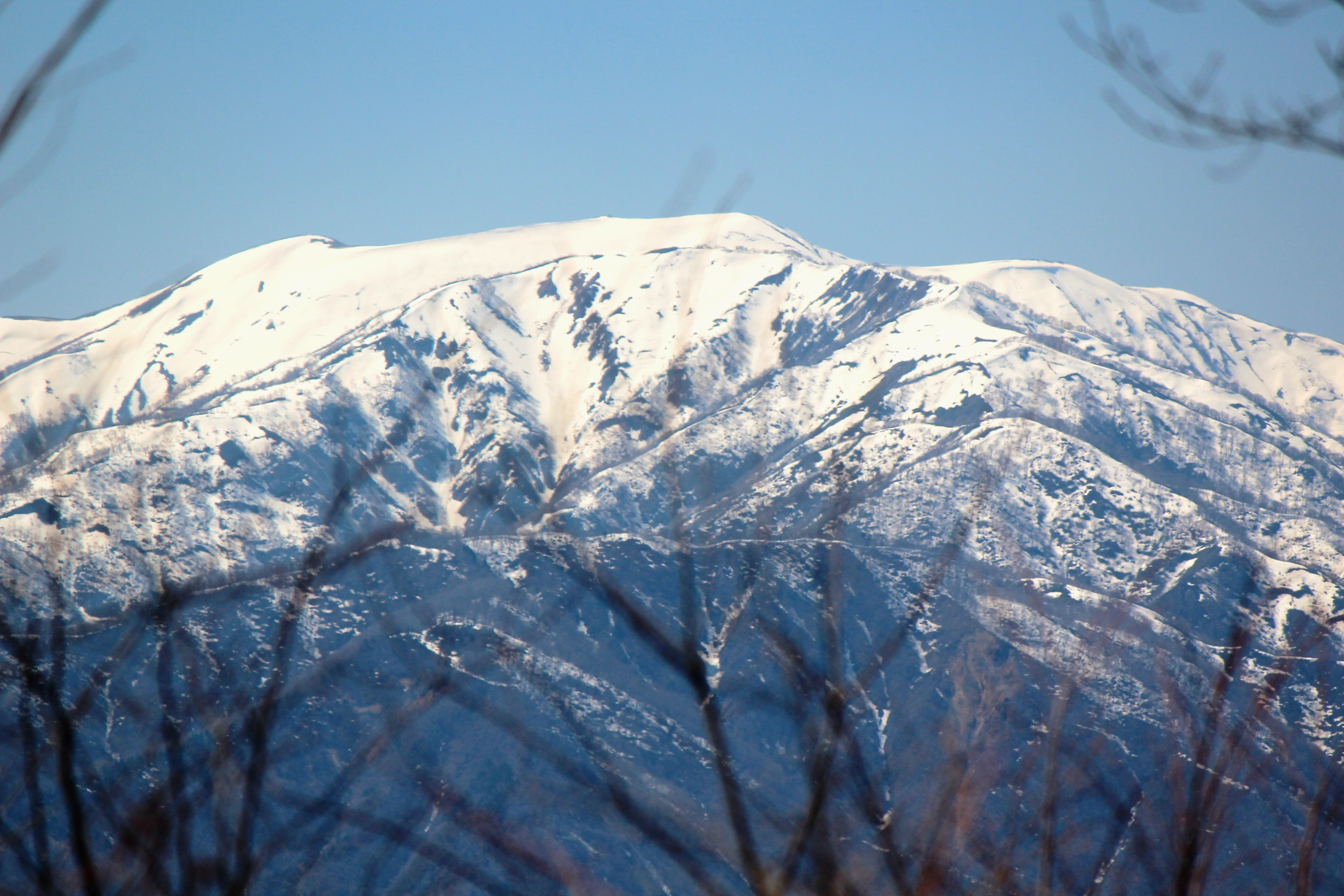
山頂から北西側に望む残雪期の能郷白山

## 地理
福井県と岐阜県との県境付近にある越美山地の左門岳（標高1,223.5 m）から南に派生する尾根の中間付近に位置する。左門岳の南13.7 kmに位置する。山頂から西南西に延びるなだらかな尾根上の西南西約0.5kmにある標高点973mのピークは「小舟伏」と呼ばれている。山域の南西側に濃尾断層帯の武儀川断層が通る。

### 周辺の主な山
周辺の主要な山を以下に示す。
| 山容                                                                          | 山名       | 標高(m)  | 三角点等級 基準点名 | 舟伏山からの 方角と距離(km) | 備考                                   |
| ----------------------------------------------------------------------------- | ---------- | -------- | ------------------- | --------------------------- | -------------------------------------- |
| 前山から望む能郷白山（2013年3月12日）                                         | 能郷白山   | 1,617.37 | 一等 「能郷白山」   | 北西 19.0                   | 越美山地の最高峰 日本二百名山 ぎふ百山 |
| 瓢ヶ岳から望む高賀山、左奥に能郷白山道（2008年12月2日）                       | 高賀山     | 1,224.19 | 一等 「高賀山」     | 東 16.2                     | ぎふ百山                               |
| 上大須ダムから望む左門岳（2016年7月27日）                                     | 左門岳     | 1,223.46 | 三等 「左門岳」     | 北 13.7                     | ぎふ百山                               |
| 各務原アルプスの明王山から望む舟伏山、右奥に冠雪した小白木山（2015年12月7日） | 舟伏山     | 1,040.28 | 二等 「船伏山」     | 0                           | ぎふ百山                               |
| 南山麓の谷汲温泉から望む妙法ヶ岳（2016年11月22日）                            | 妙法ヶ岳   | 666.80   | 三等 「岐礼」       | 南南西 14.8                 | 続ぎふ百山                             |
| 金華山から望む小津権現山（2015年12月30日）                                    | 小津権現山 | 1,157.70 | 二等 「小津山」     | 西南西 18.2                 | ぎふ百山                               |

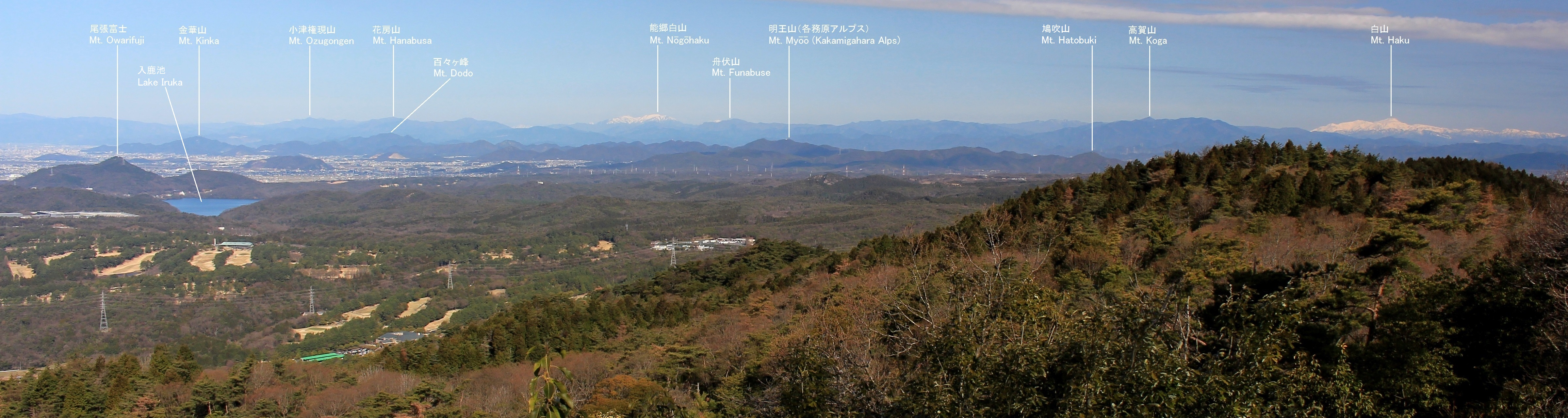
南側の弥勒山から望む舟伏山周辺の山並み

### 源流の河川
木曽川水系の以下の河川の源流となる山で、太平洋側の伊勢湾へ流れる。揖斐川と長良川との分水嶺となる山のひとつである。
- 橋ヶ谷、夏坂谷 - 神崎川（武儀川の支流）の支流
- 道谷、初鹿谷 - 根尾東谷川（揖斐川の支流）支流

### 交通・アクセス

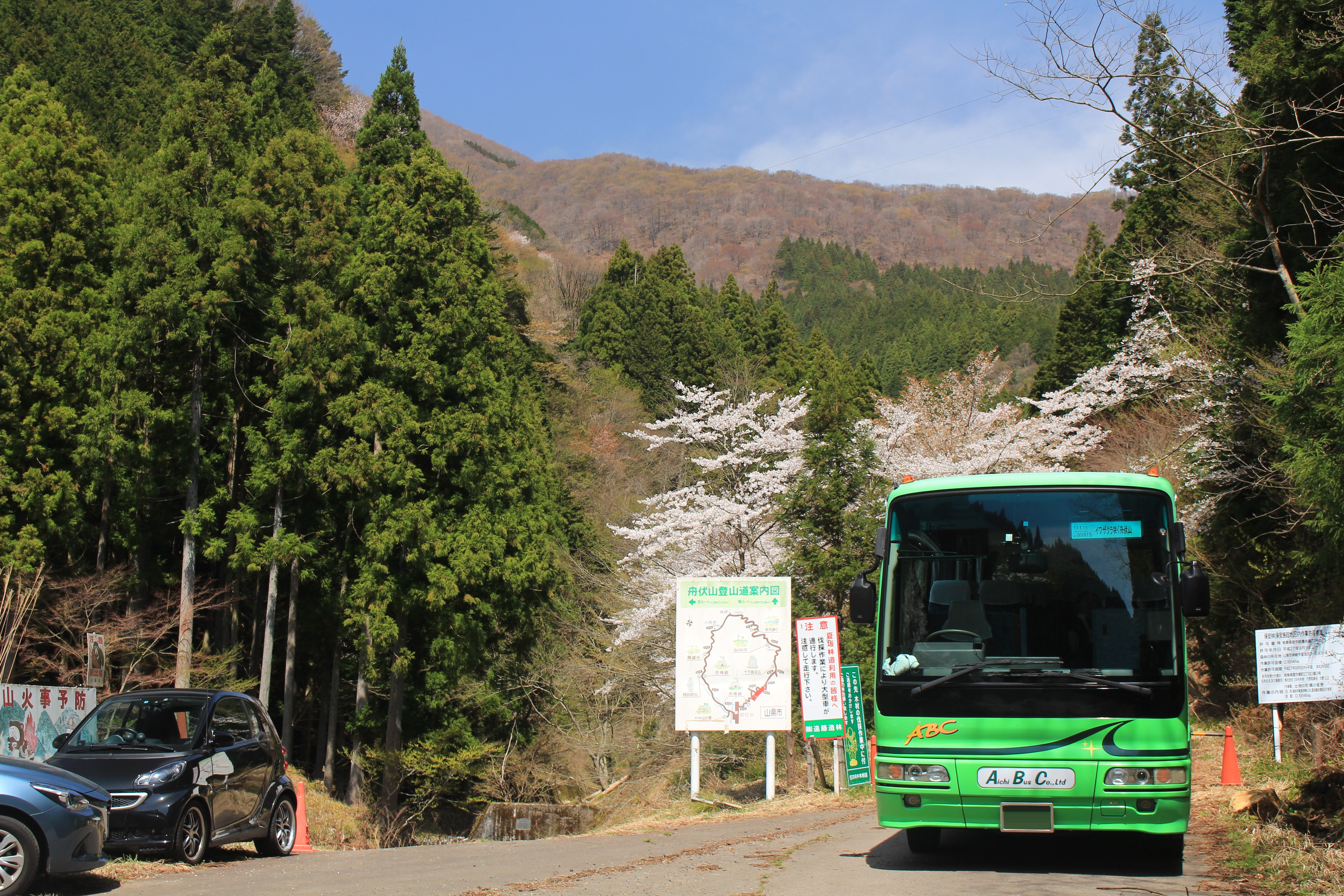
登山口となる夏坂林道終点のあいの森

樽見鉄道樽見線樽見線樽見駅の東南東6.5 kmに位置する。東海北陸自動車道美濃インターチェンジの北西25 kmに位置する。東山麓の神崎川沿いに岐阜県道200号神崎高富線が通り幾つかの集落があり、北西山麓の根尾東谷川沿いには岐阜県道255号根尾谷汲大野線が通り幾つかの集落がある。国道418号の尾並坂峠（標高約340 m）から北北東に延びる稜線上のピークで、その峠の北北東4.4 kmに位置する。南側の山域の夏坂谷沿いには、夏坂林道が敷設されていて、林業などに利用されている。

## 舟伏山の風景
船を伏せたような山容は遠くからでもよく目につく。南東山麓の神崎川沿いの岐阜県道200号神崎高富線沿いの神崎集落 からもその山容を望むことができる。

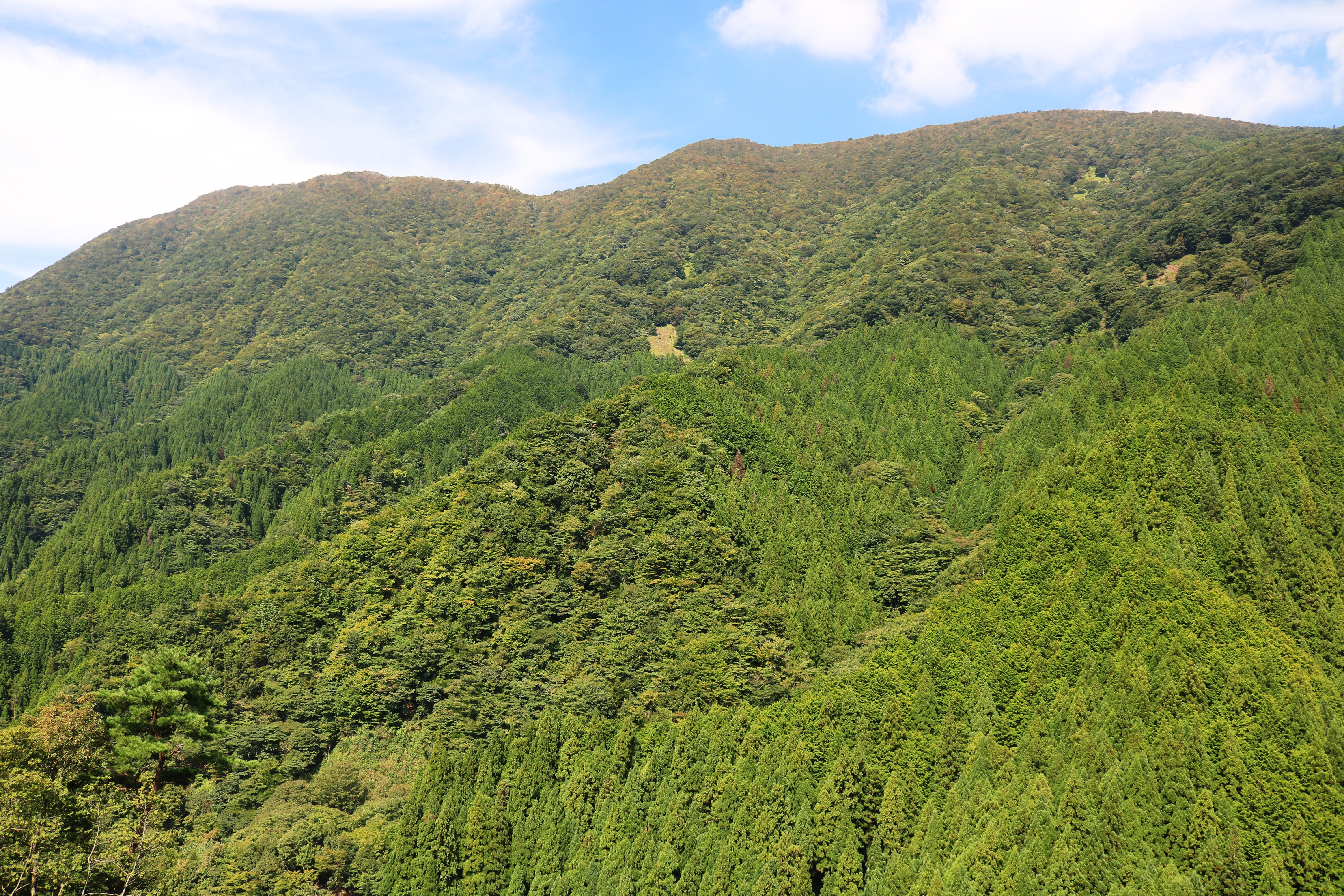
伐採された植林地の斜面の登山道（東ルート）から望む舟伏山の山頂部
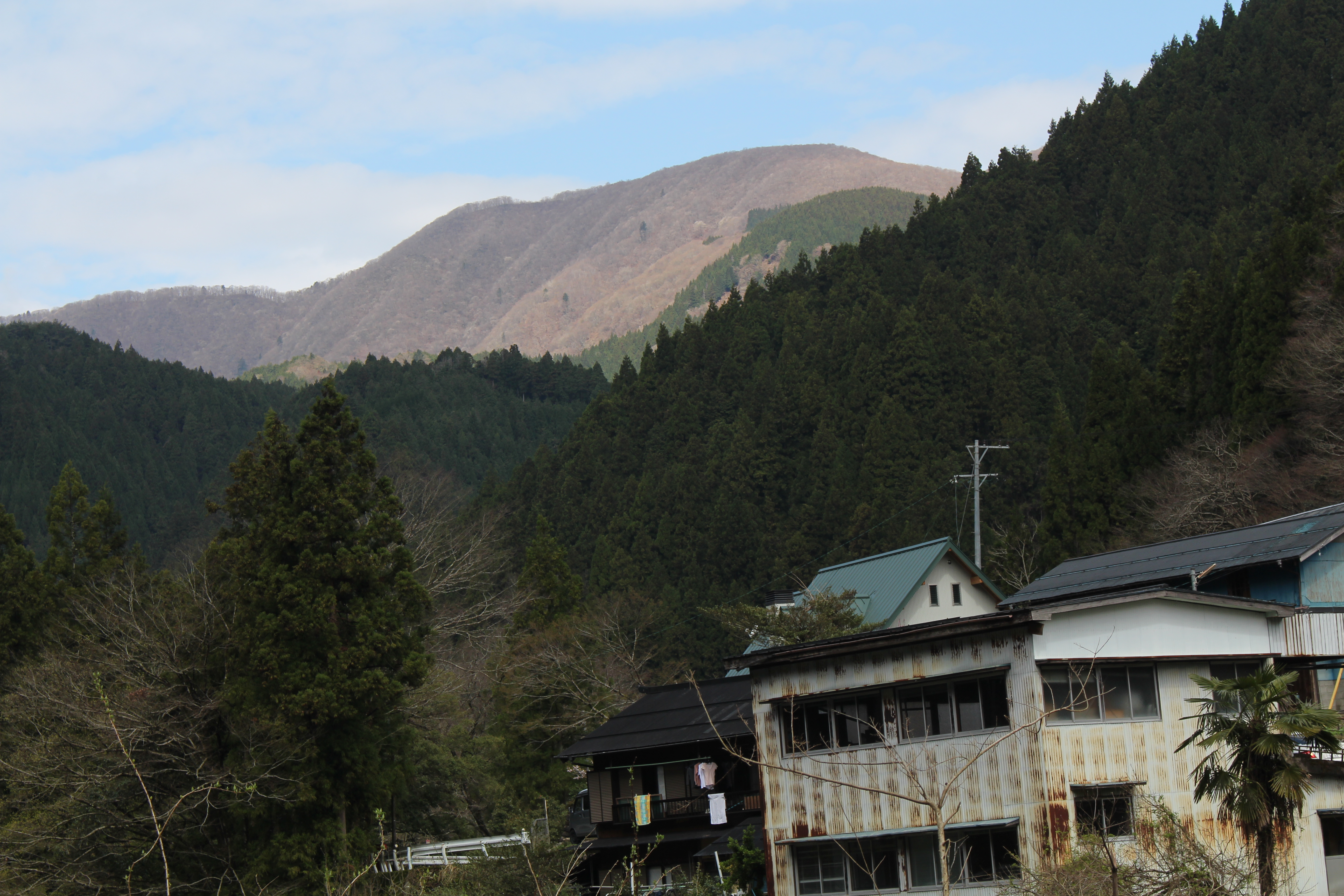
神崎川沿いの南東山麓から望む舟伏山
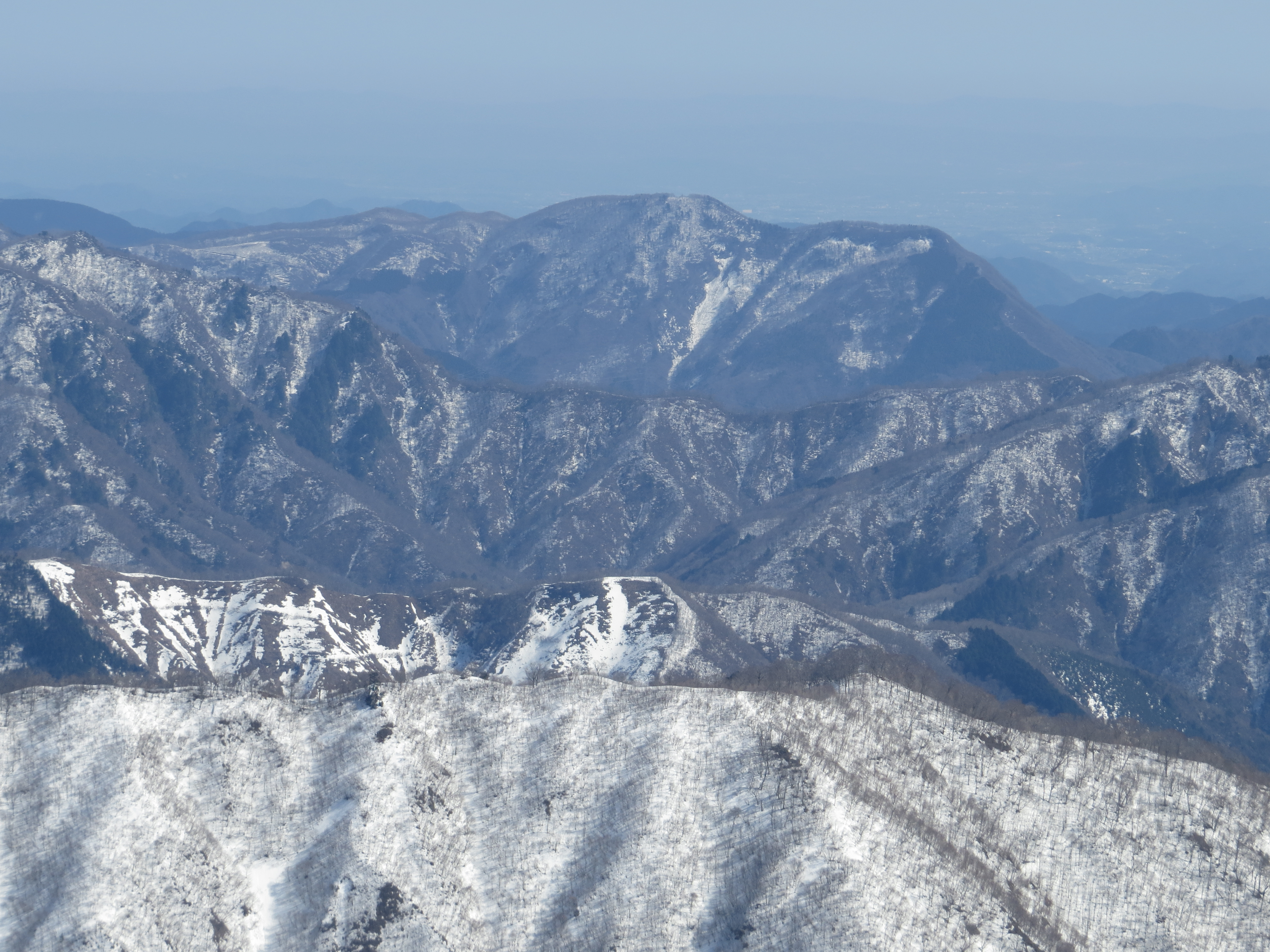
北側の能郷白山から望む舟伏山
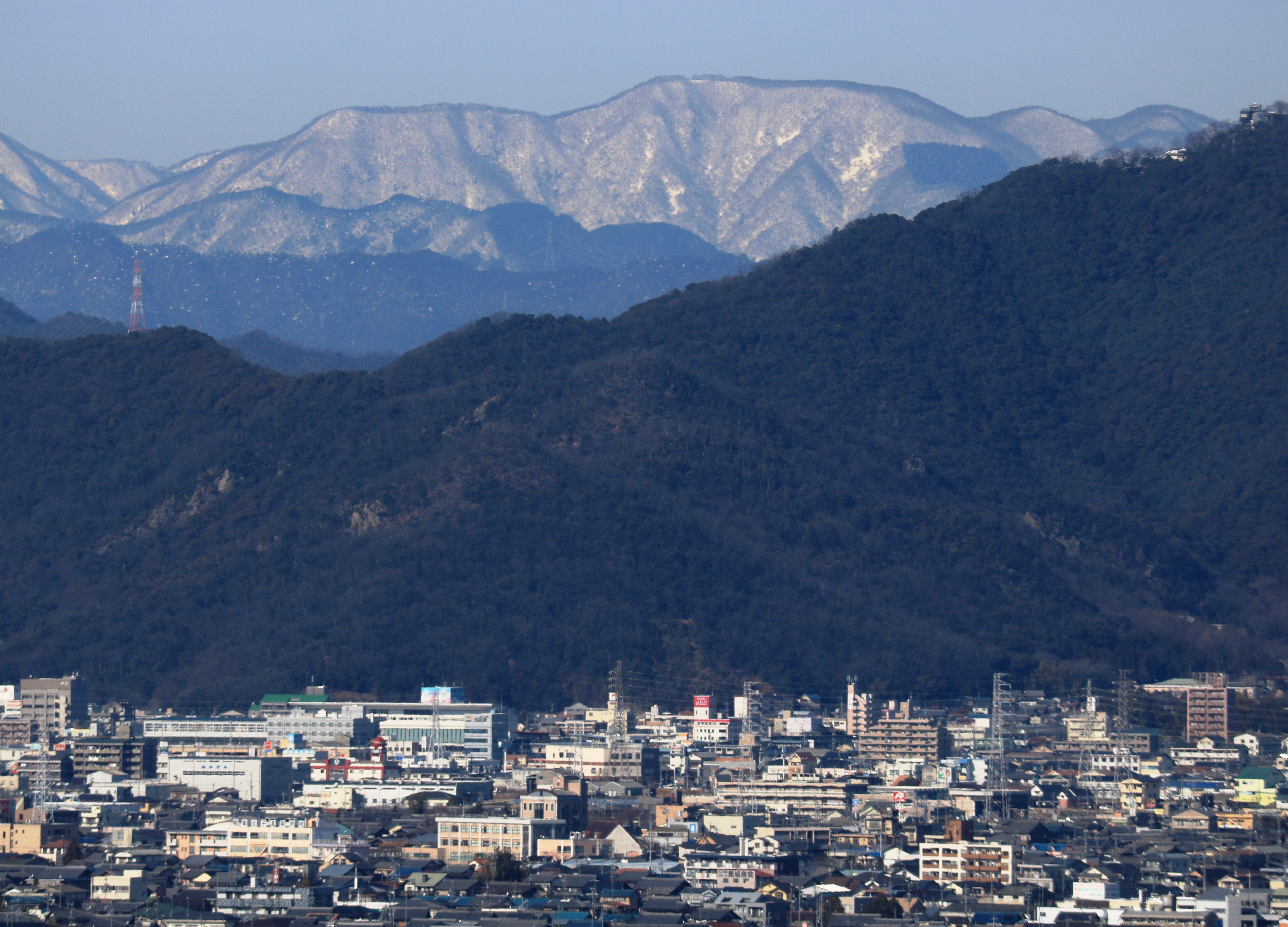
ツインアーチ138から望む舟伏山